# Куп пет нација 1920.
Куп пет нација 1920. (службени назив: 1920 Five Nations Championship) је било 34. издање овог најелитнијег репрезентативног рагби такмичења Старог континента. а 6. издање Купа пет нација.
Прво место су поделили Велс, Шкотска и Енглеска.

## Такмичење
Француска - Шкотска 0-5
Велс - Енглеска 19-5
Енглеска - Француска 8-3
Шкотска - Велс 9-5
Ирска - Енглеска 11-14
Француска - Велс 5-6
Шкотска - Ирска 19-0
Велс - Ирска 28-4
Енглеска - Шкотска 13-4
Ирска - Француска 7-15

## Табела
|   | Селекција                      | ИГ | Д | Н | И | ПД | ПП | ПР  | Б |  |
| - | ------------------------------ | -- | - | - | - | -- | -- | --- | - |  |
| 1 | Рагби репрезентација Велса     | 4  | 3 | 0 | 1 | 58 | 23 | +35 | 6 |  |
| 1 | Рагби репрезентација Шкотске   | 4  | 3 | 0 | 1 | 37 | 18 | +19 | 6 |  |
| 1 | Рагби репрезентација Енглеске  | 4  | 3 | 0 | 1 | 40 | 37 | +3  | 6 |  |
| 4 | Рагби репрезентација Француске | 4  | 1 | 0 | 3 | 23 | 26 | -3  | 2 |  |
| 5 | Рагби репрезентација Ирске     | 4  | 0 | 0 | 4 | 22 | 76 | -54 | 0 |  |